# Thrixspermum samarindae
Thrixspermum samarindae är en orkidéart som beskrevs av Rudolf Schlechter. Thrixspermum samarindae ingår i släktet Thrixspermum och familjen orkidéer. Inga underarter finns listade i Catalogue of Life.